# Dương Đức Nhan
Dương Đức Nhan (01/1442 - 1524) là quan nhà Lê sơ trong lịch sử Việt Nam.

## Tiểu sử
Dương Đức Nhan là người ở xã Hà Dương, tổng Hạ Am, huyện Vĩnh Lại, phủ Hạ Hồng, trấn Hải Dương (nay là thôn Hà Dương, xã Cộng Hiền, huyện Vĩnh Bảo, thành phố Hải Phòng).
Ông là học trò của Thám hoa Lương Nhữ Học. Năm Quý Mùi (1463) đời Lê Thánh Tông, Dương Đức Nhan thi đỗ Tiến sĩ, làm quan trải đến chức Hữu thị lang bộ Hình, tước "Dương Xuyên hầu". Vào năm 1501 ông về trí sỹ tại quê và hưng công Hoa Am (chùa Am). Bốn chục năm sau con rể ông là Trạng trình Nguyễn Bỉnh Khiêm lấy tên Hoa Am đặt cho làng ven sông Đuống là Hoa Am. Đến thời Thiệu Trị đổi thành Thanh Am. Đây có thể coi là làng Am thứ 19 của lục tổng khu dưới Vĩnh Bảo.
Tác phẩm duy nhất và nổi tiếng của ông còn để lại là bộ Tinh tuyển chư gia luật thi (còn được gọi là Cổ kim thi gia tinh tuyển, Tinh tuyển chư gia luật thi tập...). Ông còn được biết đến là nhạc phụ của danh nhân văn hóa nổi tiếng Trạng Trình Nguyễn Bỉnh Khiêm.

## Sách tham khảo
- Nguyễn Q. Thắng-Nguyễn Bá Thế, Từ điển nhân vật lịch sử Việt Nam (mục từ "Dương Đức Nhan"). Nhà xuất bản khoa học xã hội, 1992.
- Trần Văn Giáp, Tìm hiểu kho sách Hán Nôm. Nhà xuất bản Khoa học xã hội, 2003.